# KAPP
KAPP est une station de télévision américaine affilié au réseau ABC détenue par le groupe Morgan Murphy Media et située à Yakima dans l'État de Washington sur le canal 35.

## Télévision numérique terrestre
| Channel | Image | Ratio | Programmation                          |
| ------- | ----- | ----- | -------------------------------------- |
| 35.1    | 720p  | 16:9  | Programmation principale KAPP / ABC HD |
| 35.2    | 480i  | 4:3   | Me-TV                                  |